# Ed Sheeran

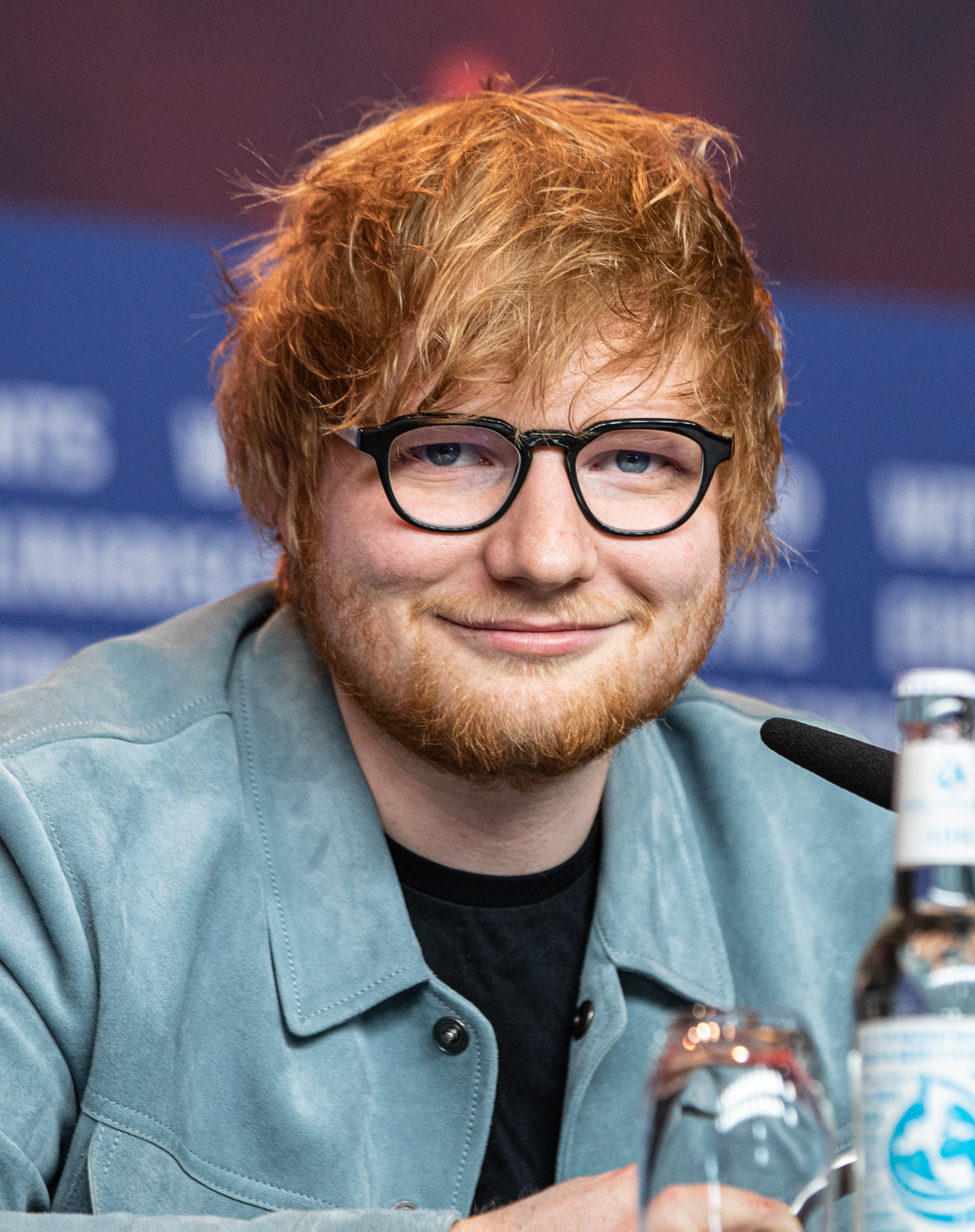
Ed Sheeran, 2018

Edward Christopher „Ed“ Sheeran, MBE (* 17. Februar 1991 in Halifax (West Yorkshire)) ist ein britischer Singer-Songwriter. Er verkaufte über 150 Millionen Tonträger. Seine erfolgreichste Veröffentlichung ist die Single Shape of You, die über 40 Millionen Mal verkauft wurde.
Er ist auch Songwriter für andere Künstler wie Camila Cabello, Eminem, Justin Bieber, BTS und Rita Ora.

## Leben und Karriere

### Herkunft und frühe Jahre
Ed Sheeran wurde 1991 in Halifax in der englischen Grafschaft West Yorkshire geboren. Er hat einen älteren Bruder, der als Komponist arbeitet. Sheerans Eltern, John und Imogen Sheeran, stammen aus London; seine Großeltern väterlicherseits sind Iren. Später zog die Familie nach Framlingham in Suffolk, wo er die Thomas Mills High School besuchte. Bereits in jungen Jahren lernte er, Gitarre zu spielen, und in seiner Schulzeit entstanden erste eigene Songs, die von Van Morrison beeinflusst waren.

### 2005–2013: Erste Erfolge und Durchbruch

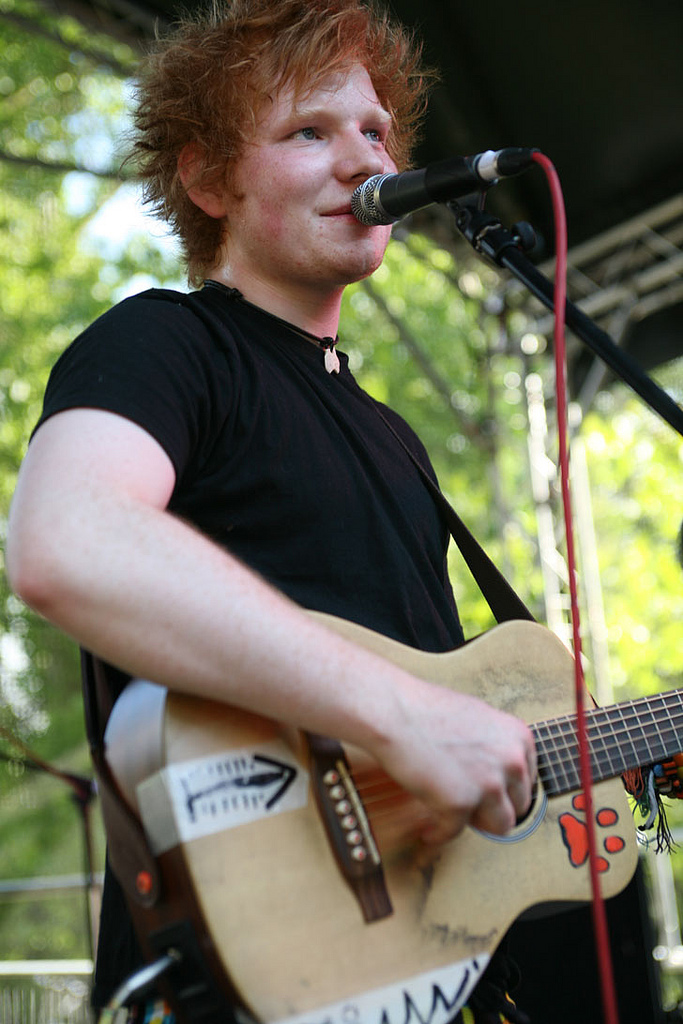
Ed Sheeran, 2010

2005 erschien unter dem Titel The Orange Room EP sein erstes Mini-Album. 2006 und 2007 folgten zwei Alben, 2008 zog er nach London und spielte dort in kleinen Clubs. Im selben Jahr nahm er ohne Erfolg am Casting für die ITV-Sendung Britannia High teil. Nach Veröffentlichung einer weiteren EP, You Need Me, ging Sheeran mit Just Jack auf Tournee. Im Februar 2010 erschien seine EP Loose Change, der Rapper Example lud ihn ein, ihn auf seiner Tour zu begleiten. Im Januar 2011 veröffentlichte Sheeran die EP No. 5 Collaborations Project, auf der Gastmusiker wie Wiley, JME, Devlin und Ghetts zu hören sind. Über iTunes verkaufte sie sich in der ersten Woche über 7000 Mal. Daraufhin erhielt er einen Plattenvertrag bei Atlantic Records.
Seine Debütsingle The A Team erschien im Juni 2011 in Großbritannien und im November in Deutschland, das Debütalbum + (Aussprache: plus) erschien im September 2011 in Großbritannien und im Februar 2012 in Deutschland. Nach einem Auftritt in der Castingshow The Voice of Germany erreichte The A Team Platz 9 der deutschen Singlecharts, das Album stieg gleichzeitig auf Platz 12 der Charts ein.
Bei der Schlussfeier der Olympischen Sommerspiele 2012 in London interpretierte Sheeran im August 2012 zusammen mit Nick Mason von Pink Floyd, Richard Jones (The Feeling) und Mike Rutherford (Genesis) vor einem Millionenpublikum den Pink-Floyd-Song Wish You Were Here. Ebenfalls 2012 erschien Everything Has Changed, das Ed Sheeran zusammen mit Taylor Swift geschrieben und als Duett aufgenommen hat. Der Song wurde auf Swifts Album Red veröffentlicht. 2013 steuerte Sheeran zum Film Der Hobbit: Smaugs Einöde den Titelsong I See Fire bei. Das Stück erreichte in vielen Ländern obere Platzierungen in den Charts.

### 2014–2018: Studioalben×und÷
Im Juni 2014 veröffentlichte Sheeran mit × (Aussprache: multiply, engl. für Multiplikation) sein zweites Album. Als erste Single wurde der von Pharrell Williams geschriebene und produzierte Titel Sing im April 2014 vorab veröffentlicht und als Deutschland-Premiere im Finale der Show Germany’s Next Topmodel gespielt. Im August 2014 erschien die zweite Singleauskopplung Don’t, mit der ihm erstmals ein Top-Ten-Hit in den Billboard Hot 100 gelang, das Lied platzierte sich auf Platz 9. Im September 2014 folgte die dritte Single Thinking Out Loud, die sich in den Top-10 platzierte und in den britischen Charts den ersten Platz belegte. Mit der im April 2015 erschienenen Singleauskopplung Photograph gelang ihm der fünfte Top-10-Erfolg als Solokünstler in Deutschland. Für über eine Million verkaufte Einheiten in Deutschland wurde das Lied im November 2020 vom Bundesverband Musikindustrie mit Diamant ausgezeichnet, womit Photograph zu den meistverkauften Singles in Deutschland zählt.
Im Januar 2017 erschienen die Leadsingles Shape of You und Castle on the Hill seines dritten Studioalbums ÷ (Aussprache: divide, engl. für Division), das im März 2017 herauskam. Während erstere auf Platz 1 der deutschen Singlecharts einstieg, schaffte Castle on the Hill den Einstieg auf Platz 2. Er ist somit der erste Künstler, der mit zwei Liedern gleichzeitig auf Platz 1 und 2 in die Singlecharts einstieg. Auch in den britischen Singlecharts gelang ihm dies. In Österreich und der Schweiz stiegen die beiden Titel ebenfalls auf Platz 1 bzw. 2 der Singlecharts ein.
Das Album wurde in Großbritannien bereits in der ersten Woche über 670.000 Mal verkauft und stellte den Rekord als meistverkauftes Album eines männlichen Künstlers in der ersten Verkaufswoche auf. Während dieses von 0 auf 1 in die offiziellen Charts einstieg, belegten seine Studioalben × und + die Plätze 4 bzw. 5. Zudem wurde er der erste Interpret, der gleichzeitig die ersten fünf Positionen der britischen Singlecharts besetzen konnte. Insgesamt platzierten sich am 10. März neun Titel aus dem Album in den Top 10, sieben weitere erreichten die Top 20. In den deutschen Charts stellte Sheeran mit sechs Top-20-Platzierungen ebenfalls einen neuen Rekord auf, zudem konnten sich auch dort alle 16 Titel gleichzeitig in den Charts platzieren, ebenso in Österreich.
Trotz vier Nominierungen gewann er bei den Brit Awards 2018 in keiner der Hauptkategorien; für seinen besonderen weltweiten Erfolg erhielt er jedoch eine Sonderauszeichnung. Am 7. Dezember 2017 wurde Sheeran von Prinz Charles die Auszeichnung zum Member des Order of the British Empire verliehen.

### Seit 2019:Divide Tourund weitere Studioalben

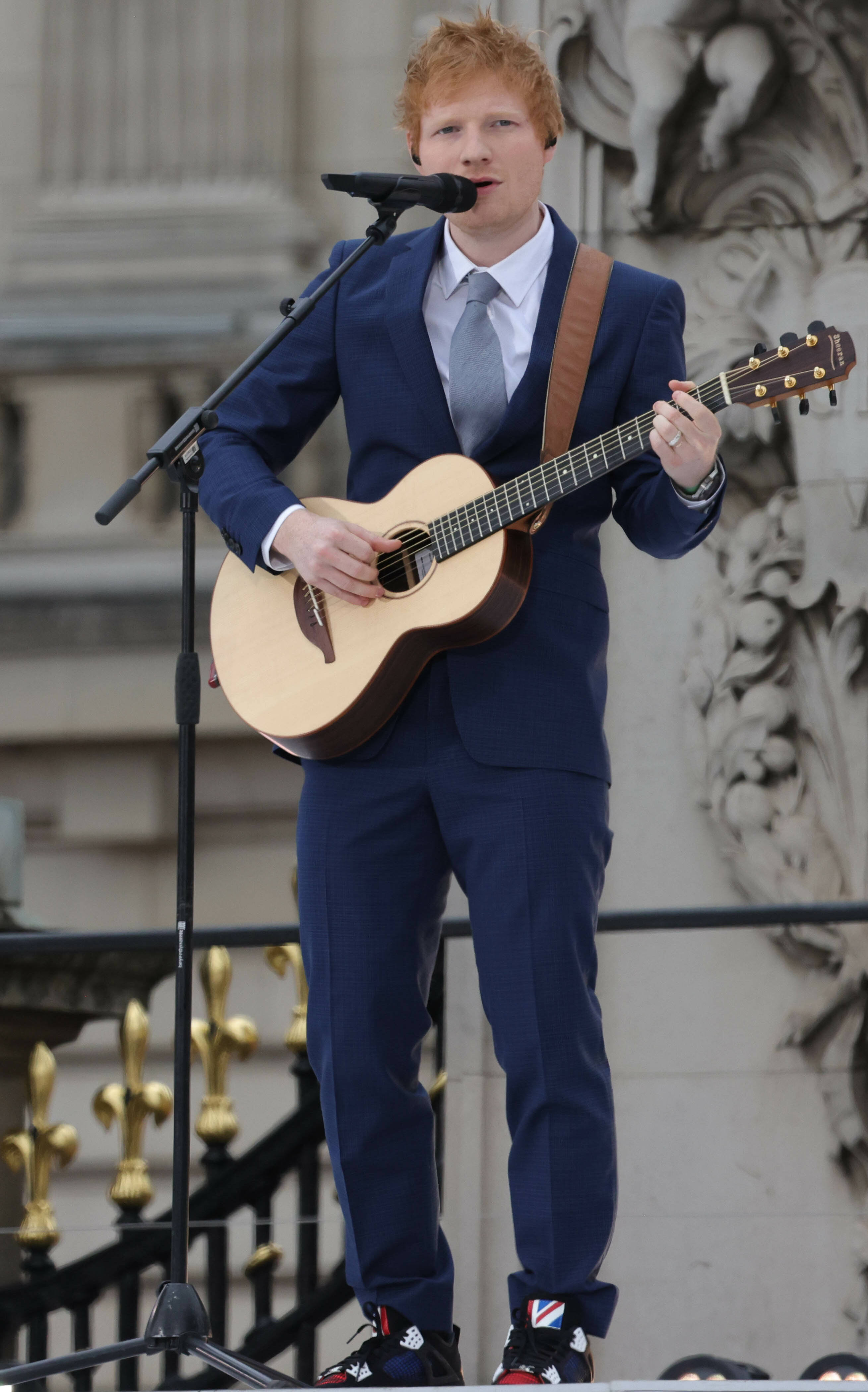
Ed Sheeran, 2022

2019 gelang es Sheeran, mit seiner seit 2017 andauernden Divide Tour zwei weitere Rekorde zu brechen. Sie war bereits vor ihrem Ende sowohl die kommerziell erfolgreichste Tournee (mit über 737 Millionen US-Dollar) als auch die mit den meisten Besuchern (über 7,3 Millionen). Er löste damit die Band U2 als Rekordhalter ab. Im Juli 2019 erschien mit No. 6 Collaborations Project sein viertes Studioalbum, auf der er alle Titel mit befreundeten Musikerkollegen wie Khalid, Camila Cabello, Justin Bieber, Eminem und Bruno Mars gemeinsam aufnahm.
Im Juni 2021 erschien die Leadsingle Bad Habits zu seinem fünften Studioalbum = (Aussprache: equals, engl. für Gleichheitszeichen), das Ende Oktober 2021 veröffentlicht wurde. Das Album platzierte sich weltweit auf Platz 1, in Deutschland und Österreich erlangte es Goldstatus. Im Dezember 2021 koppelte er mit Merry Christmas ein gemeinsames Weihnachtslied mit Elton John aus, dessen Erlös an die Sheeran Suffolk Music Foundation und der Elton John AIDS Foundation überging. Im Februar 2022 erschien mit The Joker And The Queen ein viertes Duett mit Taylor Swift.
Sheeran begann im März 2022 seine bis September 2025 dauernde +−=÷×-Tour (Aussprache Mathematics Tour). Im Juni 2022 interpretierte er beim Platin-Thronjubiläum von Elisabeth II. sein Lied Perfect. Im März 2023 erschien die Lead-Single Eyes Closed, die von Max Martin, Shellback und Fred Again geschrieben und produziert wurde und die ein weiterer Nummer-eins-Hit in den britischen Charts für Sheeran wurde. Anfang Mai 2023 kam sein sechstes Studioalbum - (Aussprache: subtract, engl. für Minuszeichen) heraus, das sich in D-A-CH und in den britischen Charts, wo es in wenigen Wochen Goldstatus erreichte, erneut auf dem ersten Rang platzieren konnte. Im September 2023 erschien mit Autumn Variations sein siebtes Studioalbum.
Am 14. Februar 2025 kündigte Ed Sheeran an, dass seine neue Platte Play heißen wird.

### Film und Fernsehen
Seit Beginn seiner Karriere als Musiker hat Sheeran regelmäßig Gastauftritte in Film und Fernsehen. 2015 sah man ihn in einer Folge der Sitcom Undateable, im selben Jahr in fünf Folgen von The Bastard Executioner in der Rolle von Sir Cormac und im Sommer 2017 in einer Folge von Game of Thrones. Sich selbst spielte er u. a. 2016 in Sharon Maguires Filmkomödie Bridget Jones’ Baby, 2019 in der britischen Musikkomödie Yesterday und im November 2021 in der Actionkomödie Red Notice von Rawson Marshall Thurber.

### Privates
Ed Sheeran verlobte sich zum Jahresende 2017 und kündigte an, 2018 seine langjährige Freundin Cherry Seaborn heiraten zu wollen. Am 22. Dezember 2019 allerdings gab er in seinem neuen Musikvideo zu Put It All On Me an, dass er Seaborn erst im Januar 2019 geheiratet habe. Das Paar hat zwei gemeinsame Töchter.

## Diskografie
Studioalben

| Jahr | Titel Musiklabel                                    | Höchstplatzierung, Gesamtwochen, AuszeichnungChartplatzierungen (Jahr, Titel, Musiklabel, Platzierungen, Wochen, Auszeichnungen, Anmerkungen) | Höchstplatzierung, Gesamtwochen, AuszeichnungChartplatzierungen (Jahr, Titel, Musiklabel, Platzierungen, Wochen, Auszeichnungen, Anmerkungen) | Höchstplatzierung, Gesamtwochen, AuszeichnungChartplatzierungen (Jahr, Titel, Musiklabel, Platzierungen, Wochen, Auszeichnungen, Anmerkungen) | Höchstplatzierung, Gesamtwochen, AuszeichnungChartplatzierungen (Jahr, Titel, Musiklabel, Platzierungen, Wochen, Auszeichnungen, Anmerkungen) | Höchstplatzierung, Gesamtwochen, AuszeichnungChartplatzierungen (Jahr, Titel, Musiklabel, Platzierungen, Wochen, Auszeichnungen, Anmerkungen) | Anmerkungen                                                   |
| Jahr | Titel Musiklabel                                    | DE | AT | CH | UK | US | Anmerkungen                                                   |
| ---- | --------------------------------------------------- | --- | --- | --- | --- | --- | ------------------------------------------------------------- |
| 2011 | + Atlantic Records (WMG)                            | DE12 ×3Dreifachgold · (34 Wo.)DE | AT21 Platin · (16 Wo.)AT | CH2 Gold · (74 Wo.)CH | UK1 ×9Neunfachplatin · (444 Wo.)UK | US5 ×3Dreifachplatin · (243 Wo.)US | Erstveröffentlichung: 9. September 2011 Verkäufe: + 7.425.000 |
| 2014 | × Atlantic Records (WMG)                            | DE1 ×4Vierfachplatin · (… Wo.)DE | AT2 ×3Dreifachplatin · (140 Wo.)AT | CH1 ×2Doppelplatin · (216 Wo.)CH | UK1 ×1313-fach-Platin · (442 Wo.)UK | US1 ×6Sechsfachplatin · (314 Wo.)US | Erstveröffentlichung: 20. Juni 2014 Verkäufe: + 13.877.000    |
| 2017 | ÷ Atlantic Records (WMG)                            | DE1 ×5Fünffachplatin · (… Wo.)DE | AT1 ×7Siebenfachplatin · (386 Wo.)AT | CH1 ×2Doppelplatin · (… Wo.)CH | UK1 ×1414-fach-Platin · (… Wo.)UK | US1 ×5Fünffachplatin · (375 Wo.)US | Erstveröffentlichung: 3. März 2017 Verkäufe: + 15.471.000     |
| 2019 | No. 6 Collaborations Project Atlantic Records (WMG) | DE2 Platin · (46 Wo.)DE | AT1 Platin · (49 Wo.)AT | CH1 (48 Wo.)CH | UK1 ×3Dreifachplatin · (159 Wo.)UK | US1 Platin · (73 Wo.)US | Erstveröffentlichung: 12. Juli 2019 Verkäufe: + 3.004.000     |
| 2021 | = Atlantic Records (WMG)                            | DE1 Platin · (… Wo.)DE | AT1 Platin · (74 Wo.)AT | CH1 Platin · (72 Wo.)CH | UK1 ×4Vierfachplatin · (154 Wo.)UK | US1 Platin · (119 Wo.)US | Erstveröffentlichung: 29. Oktober 2021 Verkäufe: + 3.512.500  |
| 2023 | − Atlantic Records (WMG)                            | DE1 (17 Wo.)DE | AT1 (12 Wo.)AT | CH1 (14 Wo.)CH | UK1 Gold · (19 Wo.)UK | US2 (15 Wo.)US | Erstveröffentlichung: 5. Mai 2023 Verkäufe: + 207.500         |
| 2023 | Autumn Variations Gingerbread Man (WMG)             | DE1 (6 Wo.)DE | AT1 (5 Wo.)AT | CH2 (5 Wo.)CH | UK1 Silber · (8 Wo.)UK | US4 (2 Wo.)US | Erstveröffentlichung: 29. September 2023 Verkäufe: + 60.000   |

## Auszeichnungen
BT Digital Music Awards
- 2011: Breakthrough Artist of the Year

Q Award
- 2011: Breakthrough Artist
- 2014: Best Solo Artist

BRIT Awards
- 2012: British Male Solo Artist
- 2012: British Breakthrough Act
- 2015: British Male Solo Artist
- 2015: British Album of the Year (Album: ×)[28]
- 2018: Global Success (Sonderpreis)

Ivor Novello Award
- 2012: Best Song Musically & Lyrically (The A Team)

MTV Europe Music Awards
- 2015: Best World Stage Performance
- 2015: Best Live Act

MTV Video Music Awards
- 2014: Best Male Video (Sing)

ECHO Pop
- 2015: Bester Künstler international Rock/Pop
- 2016: Künstler international Rock/Pop
- 2018: Album des Jahres (÷)
- 2018: Hit des Jahres (Shape of You)
- 2018: Künstler International (÷)

Grammy Awards
- 2016: Song des Jahres (Thinking Out Loud)
- 2016: Beste Pop-Solodarbietung (Thinking Out Loud)
- 2018: Beste Pop-Solodarbietung (Shape of You)
- 2018: Bestes Gesangsalbum – Pop (Best Pop Vocal Album) (÷)

Goldene Kamera
- 2017: Beste Musik International

Melon Music Awards
- 2017: Pop Award (Shape of You)

Spotify – Music in Year
- 2017: Most Streamed Male
- 2017: Top 5 Artist (1. Platz)
- 2017: Top 5 Songs (1. Platz mit Shape of You)
- 2017: Top 5 Albums (1. Platz mit ÷)

Gaon Chart Music Awards
- 2018: International Pop Song Award (Shape of You)[29]

Mnet Asian Music Awards
- 2021: Favorite International Artist[30]

## Filmografie
- 2014: Shortland Street (Fernsehserie)
- 2015: Undateable (Fernsehserie)
- 2015: Home and Away (Fernsehserie)
- 2015: The Bastard Executioner (Fernsehserie, 5 Folgen)
- 2016: Bridget Jones’ Baby
- 2017: Game of Thrones (Fernsehserie, Folge 7x01)
- 2019: Yesterday
- 2019: Modern Love (Fernsehserie, Folge 1x07)
- 2021: Red Notice